# U-396
U-396 — средняя немецкая подводная лодка типа VIIC времён Второй мировой войны.

## История
Заказ на постройку субмарины был отдан 20 января 1941 года. Лодка была заложена 6 июня 1942 года на верфи Ховальдсверке, Киль, под строительным номером 28, спущена на воду 27 августа 1943 года, вошла в строй 16 октября 1943 года под командованием оберлейтенанта Эрнста-Гюнтера Унтерхорста.

### Командиры
- 16 октября 1943 года — март 1945 года капитан-лейтенант Эрнст-Гюнтер Унтерхорст
- март 1945 — 23 апреля 1945 года капитан-лейтенант Хильмар Сеймон

### Флотилии
- 16 октября 1943 года — 31 мая 1944 года — 5-я флотилия (учебная)
- 1 июня 1944 года — 30 сентября 1944 года — 1-я флотилия
- 1 октября 1944 года — 23 апреля 1945 года — 11-я флотилия

### История службы
Лодка совершила 5 боевых походов, успехов не достигла. Пропала без вести в апреле 1945 года при возвращении с метеорологических наблюдений, причина гибели неизвестна. 45 погибших (весь экипаж).
До июня 1993 года историки считали, что лодка была потоплена 23 апреля 1945 года в Северной Атлантике к юго-западу от Шетландских островов в районе с координатами 59°29′ с. ш. 05°22′ з. д. глубинными бомбами с британского самолёта типа «Либерейтор». Предполагается, что на самом деле самолёт атаковал не подводную лодку.

### Атаки на лодку
- 28 июня 1944 года лодка была атакована глубинными бомбами с британского самолёта типа «Каталина». U-396 экстренно погрузилась, но была вынуждена вернуться на базу из-за повышенного образования угарного газа внутри прочного корпуса.

Эта лодка была оснащена шноркелем в мае 1944 года.